# Anglure-sous-Dun
Anglure-sous-Dun é uma comuna francesa na região administrativa de Borgonha-Franco-Condado, no departamento Saône-et-Loire. Estende-se por uma área de 6,9 km². Em 2010 a comuna tinha 161 habitantes (densidade: 23,3 hab./km²).